# Arek Skolik
Arek Skolik (ur. 1970 w Częstochowie) – polski perkusista, kompozytor i aranżer jazzowy.
Współpracował ze Stanisławem Soyką, Januszem Muniakiem, Tomaszem Gwincińskim, Leszkiem Możdżerem, Maciejem Sikałą, Andrzejem Urnym, Tymonem Tymańskim, Adamem Lomanią, Tomaszem Szukalskim, Jarosławem Śmietaną, Piotrem Baronem, Piotrem Wojtasikiem, Jerzym Milianem, Joachimem Menclem, Johnem Zornem, Steve’em Loganem, Niną Stiller, Davidem Lamare i Ireneuszem Dudkiem.

## Dyskografia

### Razem zeStanisławem Soyką
- Nr 17
- Koncert, Pstrąg, Zakopane

### Razem z zespołem Graal
- Graal
- Graal 2
- Darmozjad
- Truskafki

### Razem z zespołem Checkmate (jako lider)
- Checkmate
- Mirror Gambit
- Detour Ahead

### Razem z zespołemNew Bone
- It's not easy, 2009 GOWI Records

### Razem zIrkiem Dudkiem
- Dudek Bluesy, 2010 Agora S.A.